# Léro
Lero est une ville et district dans la sous-préfecture de siguirini, préfecture de siguiri, région de Kankan,.

## Population
En 2014, le district comptait 17 063 habitants selon les RGPH 2014.